# William Kempe
William Kempe (também escrito Kemp), (c. 1600 — ?, ? de ?) foi um ator e bailarino inglês conhecido, sobretudo, por ser um dos atores originais nas estreias das obras de William Shakespeare.
Especializou-se em papéis cômicos do teatro isabelino e foi considerado, na época, o sucessor do grande "palhaço" Richard Tarlton, um dos Queen's Men.